# チャイルド44 森に消えた子供たち
『チャイルド44 森に消えた子供たち』（チャイルド44 もりにきえたこどもたち、Child 44）は、2015年のアメリカ合衆国のスリラー映画。監督はダニエル・エスピノーサ、出演はトム・ハーディとゲイリー・オールドマンなど。トム・ロブ・スミスの小説『チャイルド44』を原作としている。

## ストーリー
1933年、スターリン体制下のソビエト連邦。ホロドモールと呼ばれるウクライナの飢饉は、無数の孤児を生んだ。そんな孤児の一人であった少年は、飢えと暴力が横行する孤児院から脱走し、とある軍人に保護される。名前を捨てたと語る少年に、軍人は「レオ」の名前を与え、養子にした。
1945年、レオ・デミドフ（トム・ハーディ）は戦友のアレクセイ（ファレス・ファレス）、部下のワシーリー（ジョエル・キナマン）とベルリンにいた。ドイツ軍の激しい抵抗におびえるワシーリーを、レオはアレクセイとからかう。戦闘終了後、ソ連国旗を国会議事堂の建物屋上から掲げることになり、レオがその任に選ばれる。写真は報道され、レオは戦場の英雄となった。
1953年、MGB（ソ連国家保安省）将校となっていたレオは、スパイの容疑がかけられている獣医のブロツキー（ジェイソン・クラーク）の捜索のため、部下を引き連れて一軒の農家を訪ねる。農夫と妻が口を割ろうとしない中、農家から走り去って行くブロツキーの姿に気づいたレオは飛び出し、草原で自分を殺せと暴れるブロツキーと格闘する。レオが逮捕したブロツキーと戻ると、ワシーリーが、見せしめと称して農夫と妻を2人の娘たちの前で射殺してしまう。自身も孤児院で育ったレオは激昂し、ワシーリーを叱り飛ばす。レオは残された2人の娘を慰めようとするが、彼女たちがショックから立ち直る気配はない。
レオの友人のアレクセイの息子ユーラの死体が、線路脇の森で見つかる。死体は外科医のような手際で胃が切除されているうえ、溺死の症状を呈していた。しかし、ヨシフ・スターリンの「殺人は、資本主義の病である」という言葉の下、クズミン少佐（ヴァンサン・カッセル）は列車事故として処理しようとする。クズミンの命令を受けたレオは、検視報告書を手に親友のアレクセイの家を訪れ、殺人事件だと主張するアレクセイを強引に納得させる。
説得から戻ったレオは、クズミン少佐（ヴァンサン・カッセル）から新たな指示を受ける。ブロツキーは銃殺刑に処せられる前に他のスパイたちの名前を自白し、そのリストにはレオの妻のライーサ（ノオミ・ラパス）の名前も挙がっているという。レオは、ライーサがスパイである証拠を見つけ出して彼女を告発するという任務を命じられる。しかし、レオの周辺調査でも、それらしい証拠は見つからなかった。困惑したレオは養父に相談するも、「『誰も売らなかった』という満足感を抱いて一家4人死ぬか、１人だけ死ぬかだ」と、暗に告発を促され、さらに困惑する。そこへ毎週水曜日に養父母と食事をしているというライーサが訪ねてくる。それとなく勤務先からの立ち寄り先を訪ねたレオに、ライーザは「二人きりの時に言うつもりだったが、病院で妊娠したことがわかった」と告げる。喜んだレオは、妻を告発しない決意を固める。レオは妻とともに夜中に連れ出され、銃殺場に連れていかれるなど散々脅された末、民警に降格の上ヴォルスクへ左遷されることになる。ライーサは自分にかけられたスパイ容疑は、レオに対する忠誠度のテストだったのではないか、と語る。
レオがヴォルスクに赴任したのち、アレクセイの息子と似た状況で別の少年の死体が発見されたことから、レオは同一犯による連続殺人の可能性を疑う。彼は、左遷先の上官であるヴォルスク民警のネステロフ将軍（ゲイリー・オールドマン）の協力を得て、44人もの少年たちが同様の手口によって殺されていることを突き止める。
一方、ライーサは、今まで住んでいたのとは比べ物にならない貧相なアパートをあてがわれ、赴任先の小学校ではトイレ掃除以外の仕事を与えられないなど屈辱的な扱いに参ってしまい、ワシーリーの甘言にのってモスクワへ帰ろうとする。妻の失踪に気づいたレオは駅で列車を待つライーサに間一髪で追いつき、連れ戻す。ライーサは妊娠が告発を免れるための嘘だったこと、レオと結婚するつもりはなかったが、MGB将校である彼のプロポーズを断った場合の報復が怖くて泣く泣く結婚したことを告白する。レオは、事件が解決した後なら、離婚を了承する、とライーサと約束する。
一方、本来認められないはずの「連続殺人事件」を追うレオとネステロフ将軍を、MGBが彼らを国家の敵として追及してきた。レオとライーサは護送列車に乗せられ、秘密裏に殺害されかけるが、刺客を返り討ちにして脱走する。
レオとライーサは、過去2年で9件の少年殺害事件が起きたロストフへ向かう。トラクター工場の勤務記録から、マレヴィッチ（パディ・コンシダイン）が容疑者として浮上する。レオの存在に気づいたマレヴィッチは逃走を図るが、森へ追いつめられる。第二次世界大戦では軍医だったマレヴィッチは、戦場の英雄と称えられた元兵士のレオと同じく、自らも孤児院で育ったのだとレオに告げる。マレヴィッチの言葉にレオは動揺するが、その場に駆けつけたワシーリーがマレヴィッチを射殺する。レオを憎むワシーリーはレオとライーサに襲いかかるものの、2人の反撃により絶命する。
連続少年殺害事件への対応からMGBの組織は一新されることとなり、クズミン少佐は逮捕され、レオのモスクワへの復帰が実現する。上官から昇進を打診されたレオは、その誘いを断る代わりに、殺人捜査課を新設してネステロフを責任者として登用するよう求める。
両親を殺された2人の少女がいる孤児院にレオとライーサがやって来る。レオとライーサは少女たちの部屋を訪れ、できることなら2人を養子に迎えたいという気持ちを伝える。レオとライーサが緊張して廊下で待っていると、荷物を抱えた少女たちが部屋を出て来る。新たな家族となった4人は孤児院をあとにするのだった。

## キャスト
※括弧内は日本語吹替
- レオ・デミドフ - トム・ハーディ（宮内敦士）
- ネステロフ将軍 - ゲイリー・オールドマン（辻親八）
- ライーサ・デミドワ - ノオミ・ラパス（佐古真弓）
- ワシーリー - ジョエル・キナマン（小林親弘）
- ブロツキー - ジェイソン・クラーク
- クズミン少佐 - ヴァンサン・カッセル（木下浩之）
- マレヴィッチ - パディ・コンシダイン（間宮康弘）
- アレクセイ - ファレス・ファレス
- イワン - ニコライ・リー・カース
- グラチョフ少佐 - チャールズ・ダンス

## 上映
ロシアでは、公開予定日の前日にあたる2015年4月15日に、上映の中止が発表された。この決定を配給会社のセントラル・パートナーシップと共に下したロシア文化省は、第二次世界大戦直後のソビエト連邦を舞台とした本作について「史実を歪めている」と非難した。アメリカ合衆国では、2015年4月17日に公開された。

## 評価
Metacriticでは、25件のレヴューのうち、高評価は2件、賛否混在は17件、低評価は6件で、平均点は100点満点中41点である。Rotten Tomatoesでは、83件のレヴューで平均点は10点満点中4.8点、支持率は27%、批評家の一致した見解は「『チャイルド44 森に消えた子供たち』の核には魅力的なストーリーがあり、主演のトム・ハーディが堅実な演技を見せているが、それでも結局のところ充分なスリルに欠けたスリラーもどきになってしまっている。」となっている。
『ロサンゼルス・タイムズ』のケネス・トゥランは、「アクション映画を得意とする監督のダニエル・エスピノーサは大きな物語と社会的な題材のなかで身動きが取れなくなっている」と指摘し、「本作は時折、『ドクトル・ジバゴ』と『羊たちの沈黙』の統合失調症的な混合に化している」と批判した。
『インデペンデント』のジェフリー・マクナブは、「意欲的な俳優たちによるこの刺激的な映画には、スターリンの時代の暴挙と不道徳について熟慮する意図が見られるが、映画としても、その意図を描く目的においても、そのいずれも失敗に終わってしまっている」と評した。